# Tim Prica
Bo Tim Rade Tiger Prica (Helsingborg, 23 aprile 2002) è un calciatore svedese, attaccante dell'IFK Norrköping.

## Biografia
È figlio dell'ex attaccante Rade Prica.

## Caratteristiche tecniche
È un attaccante versatile ed abile ad attaccare la profondità; trova la sua collocazione ideale come centravanti.

## Carriera

### Club
Nasce a Helsingborg, città in cui il padre Rade si mette in luce a livello nazionale. Segue la famiglia in tutte le nazioni in cui il padre è professionista, tanto che il primo club di cui Tim fa parte sono le giovanili del Nardo FK, con sede a Trondheim in Norvegia, mentre il padre militava nel Rosenborg. Contemporaneamente al trasferimento del padre al Maccabi Tel Aviv, anche Tim entra nel vivaio del club gialloblu.
All'età di 12 anni torna in Svezia ed entra nell'accademia del Malmö FF, rappresentando successivamente sia la squadra Under-19 del club che quella Under-21. Il 18 luglio 2019 debutta in prima squadra a 17 anni, subentrando nel match di Europa League vinto per 4-0 in Irlanda del Nord contro il Ballymena United. Il successivo 18 agosto fa il suo esordio anche in Allsvenskan, giocando uno spezzone di partita nella vittoria casalinga per 5-0 contro il Falkenberg. Nelle prime sei giornate dell'Allsvenskan 2020 scende in campo in quattro occasioni, rispettivamente due da titolare e due dalla panchina, poi non viene più convocato: la società parla ufficialmente di scelta tecnica, ma i media locali rivelano la volontà del giocatore di non rinnovare il contratto in scadenza a dicembre.
Il 10 agosto 2020 si trasferisce a titolo definitivo all'Aalborg, in Danimarca. Il 13 agosto esordisce con il nuovo club nel match pareggiato 0-0 contro il Lyngby ed il 28 febbraio seguente realizza la sua prima rete, nel pareggio esterno per 2-2 contro il Nordsjælland. Nel gennaio 2022 rinnova fino all'estate 2025 ma al tempo stesso viene girato in prestito per un anno e mezzo in Austria al WSG Swarovski Tirol. Rientrato all'Aalborg (che nel frattempo era sceso in 1. Division nell'estate 2023, resta in squadra per qualche mese prima di essere ceduto.
Il 23 febbraio 2024, infatti, diventa ufficialmente un giocatore dell'IFK Norrköping con un contratto fino al 2027, tornando così a giocare in Svezia.

### Nazionale
Ha giocato nelle nazionali giovanili svedesi Under-17, Under-19 ed Under-21.

## Statistiche
Statistiche aggiornate al 21 marzo 2021.

### Presenze e reti nei club
| Stagione        | Squadra         | Campionato      | Campionato | Campionato | Coppe nazionali | Coppe nazionali | Coppe nazionali | Coppe continentali | Coppe continentali | Coppe continentali | Altre coppe | Altre coppe | Altre coppe | Totale | Totale | Totale |
| Stagione        | Squadra         | Comp            | Pres       | Reti       | Comp            | Pres            | Reti            | Comp               | Pres               | Reti               | Comp        | Pres        | Reti        | Pres   | Reti   |        |
| --------------- | --------------- | --------------- | ---------- | ---------- | --------------- | --------------- | --------------- | ------------------ | ------------------ | ------------------ | ----------- | ----------- | ----------- | ------ | ------ | ------ |
| 2019            | Malmö FF        | A               | 1          | 0          | CS              | 2               | 0               | UEL                | 1                  | 0                  |             | -           | -           | 4      | 0      |        |
| 2020            | Malmö FF        | A               | 4          | 0          | CS              | 0               | 0               |                    | -                  | -                  |             | -           | -           | 4      | 0      |        |
| 2020-2021       | Aalborg         | SL              | 20         | 2          | CD              | 1               | 0               |                    | -                  | -                  |             | -           | -           | 21     | 2      |        |
| Totale carriera | Totale carriera | Totale carriera | 25         | 2          |                 | 3               | 0               |                    | 1                  | 0                  |             | -           | -           | 29     | 2      |        |

## Palmarès

### Club

#### Competizioni nazionali
- Campionato svedese: 1

Malmö FF: 2020